# يفهين تكاتشوك
يفهين تكاتشوك (بالأوكرانية: Ткачук Євгеній Олегович)‏ هو لاعب كرة قدم أوكراني في مركز الدفاع، ولد في 27 يونيو 1991 في زاباروجيا في أوكرانيا. شارك مع منتخب أوكرانيا تحت 21 سنة لكرة القدم. أما مع النوادي، فقد لعب مع زوريا لوهانسك ونادي فورسكلا بولتافا.

## وصلات خارجية
- يفهين تكاتشوك على موقع اتحاد أوكرانيا (الإنجليزية)
- يفهين تكاتشوك على موقع Soccerway.com (الإنجليزية)
- يفهين تكاتشوك على موقع عالم كرة القدم.نت (الإنجليزية)
- يفهين تكاتشوك على موقع AS.com (الإسبانية)